# Jean-Baptiste Louis Andrault
Jean-Baptiste Louis Andrault, marquis de Maulévrier-Langeron, comte de Chevrières et de Banains, baron d'Oye, seigneur d'Artois, de Chené et de Bons, né le 3 novembre 1677 et mort le 20 mars 1754 fut un maréchal de France en 1745 et un ambassadeur extraordinaire de France en Espagne en 1720.

## Biographie

### Origines et famille
Jean-Baptiste Louis Andrault est un membre de la famille Andrault de Langeron. Il est le fils de François Andrault marquis de Maulevrier-Langeron et de Françoise de La Veuhe.
Il épouse, le 27 mai 1716, Elisabeth Le Camus, fille de Nicolas Le Camus, seigneur de Bligny et de Marie-Elisabeth Langlois, dont deux enfants
- Charles-Claude Andrault (1720-1792)  marquis de Maulévrier-Langeron, colonel-lieutenant du régiment d'infanterie de Condé (1743), brigadier (1747), maréchal de camp (1758), lieutenant général (1762), gouverneur des villes et château de Brest de 1755 à 1790, chevalier des ordres du roi (1784)[2].
- Alexandre-Claude-Nicolas-Hector Andrault (1732) dit le comte de Maulévrier-Langeron, colonel du régiment de Foix (1762)[2].

### Carrière militaire
Il est nommé le 9 juillet 1693, capitaine au régiment des dragons d'Hanvoile. Il rejoint ce régiment et sert comme aide de camp du maréchal Catinat pendant la Campagne de Piémont en 1693, 1694 et 1695 .
Il achète, le 8 janvier 1697, au marquis François Marie d'Hautefort, le Régiment d'Anjou. Il est engagé, cette même année, à la tête de son régiment, dans la campagne de Flandres et participe au siège d'Ath qui est prise par Catinat le 5 juin 1697.
Il est au camp de Coudun en 1798. Et rejoint, en 1701, l'armée d'Allemagne, commandée par François de Neufville de Villeroy. Mais Villeroy n'entreprend pas d'opérations et il rejoint l'armée d'Italie ou il participe au combat de Chieri, le 1er septembre 1701.
Il participe, le 15 aout 1702, à la Bataille de Luzzara. Il est à la prise de Brescello, le 27 juillet 1703; à celle de Nago, le 4 aout 1703; et à celle d'Arco, le 4 aout 1703.
Le 26 octobre 1703, il participe à la tête de son régiment à la bataille de San Sebastiano da Po où Louis-Joseph de Vendôme inflige une sévère défaite à Julio Visconti Borromeo Arreze qui conduisait les renforts promis par Guido Starhemberg, général en chef de l'armée impériale, au duc de Savoie Victor-Amédée II.
Il est, le 20 juillet 1704, de la prise de Verceil et de celle d'Ivrée, le 28 septembre 1704. Il reçoit le 28 octobre 1704, le brevet de Brigadier.
lieutenant général le 30 mars 1720 et maréchal de France en 1745. Il est ambassadeur extraordinaire pour le roi à la cour d'Espagne en 1720.
Chevalier des Ordres du Roi et commandeur de l'Ordre de Saint-Louis, Andrault était également chevalier de la Toison d'or (Espagne).

## Distinctions
- Commandeur de l'Ordre royal et militaire de Saint-Louis

## Armoiries
| Figure | Blasonnement |
|        | Écartelé : aux I et IV d'azur à trois étoiles d'argent qui est d'Andrault ; au II et III d'argent à trois faces vivrées de gueules et une bande d'azur semée de lys dite "de France" brochant sur le tout, qui est de Gentien. |